# Chomora
Chomora (ukr. Хомора) – rzeka na Ukrainie, lewy dopływ Słuczy.
Płynie przez wschodni Wołyń, długość rzeki wynosi 114 km, powierzchnia dorzecza – 1465 km².